# Ernst Karl Schäfer

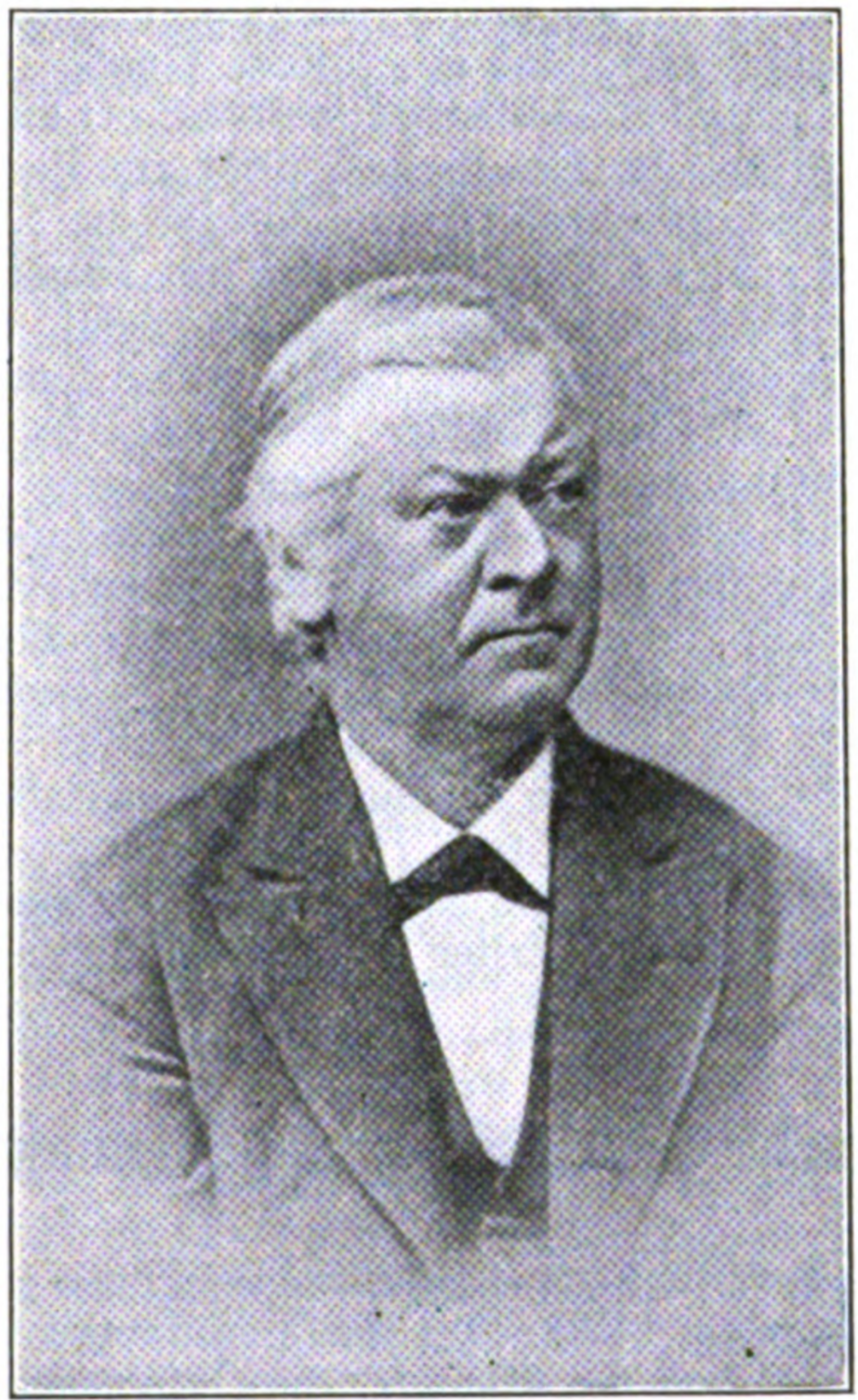
Ernst Schäfer

Ernst Karl Schäfer (auch Carl Ernst Schäfer; * 22. Juli 1821 in Großenhain; † 12. November 1878 in Philadelphia) war Gründer des heutigen Moritz-Schäfer-Verlags, langjähriger Direktor der German Society of Pennsylvania und Mitbegründer der von dieser ausgehenden deutsch-englischen Abendschule.

## Leben
Ernst Schäfer wurde 1821 in Großenhain nahe Leipzig geboren. Seine Mutter entstammte der Mühle Hommel in Skassa. Sein Vater starb in Ernsts früher Jugend.
Schon mit zehn Jahren entwickelte er das Bedürfnis, Buchhändler werden zu wollen. 1840, als er noch keine 20 Jahre alt und damit auch noch nicht volljährig war, baute er in Leipzig eigens ein Verlagsgeschäft auf. Am 12. April 1844 erweiterte er das Geschäft durch den Kauf der Heinsius'schen Buchhandlung in Gera. Nach einer anderen Darstellung gründete er dadurch erst seine Buchhandlung. Im Verlauf der Jahre vergrößerte sich der Umsatz der buchhändlerischen Unternehmungen.
Im Jahr 1848 siedelte er nach dem Eintritt der deutschen Revolutionsjahre um nach Philadelphia in den USA. Moritz Schäfer, Ernsts jüngerer Bruder, übernahm die Leipziger Buchhandlung, wobei der Betrieb zunächst unter Ernst Schäfers Namen und ab Anfang 1864 als Verlag Moritz Schäfer fortgesetzt wurde – der Name des Verlags bis heute.
Ernst baute sich in der northeastern corner of 8th und der Market Street einen Buchhandel auf, den er am 20. Oktober in die North 3rd Street verlegte. Im darauffolgenden Jahr heiratete er. 1851 fusionierte er mit Rudolph Koradi (* 24. Dezember 1824; † 12. Januar 1907) zu Schäfer & Koradi. Das Geschäft, zu diesem Zeitpunkt eine der bedeutendsten deutschen Buchhandlungen, wurde ein weiteres Mal in die southwest corner of 4th und Wood Street verlegt.
Die amerikanische Buchhandlung diente mehrere Jahrzehnte als Zweigstelle derjenigen in Leipzig. Zunächst wurden, beispielsweise Romane, teilweise zweisprachige Klassikerausgaben, gut bezahlbare Unterhaltungsliteratur im Zeitungsformat, Unterrichtswerke oder Atlanten verlegt, Ende der 1850er Jahre auch heraldische und numismatische Werke. Anfang der 1860er Jahre spezifizierte sich der Verlag nach und nach auf Fachliteratur, so 1863 auf die Wochenzeitschrift Die Mühle.
Ernst Schäfer wurde von Carl Friedrich Huch (1910) „für alle deutschen Bestrebungen“ als mit „warme[m] Herz[en] und ... offene[r] Hand“ für „Milderung von Not und Elend“, Wissenschaft und Kultur und durch sein „biederes und leutseliges Wesen“ als „allgemein beliebt“ beschrieben. Er war Direktor der Deutschen Gesellschaft (German Society of Pennsylvania) und förderte sie teils aus eigenen Mitteln. Gemeinsam mit R. Koradi nahm er an verschiedenen Initiativen „den lebhaftesten Anteil“, so als für die Hilfsbedürftigen in Ostpreußen, im Krieg mit Frankreich verwundeten deutschen Soldaten Spenden gesammelt wurden, dem Schiller-, Steuben-, Shakespeare- und Friedensfest und bei der Aufstellung des Humboldt-Denkmals. Schäfer hat auch die Night-school (Abendschule) zum Englischlernen für Deutschsprachige in den 1860er Jahren mitbegründet.
Ernst Schäfer starb am 12. November 1878 in seiner Wohnung in der North Gratz Street in Philadelphia im Alter von 57 Jahren an einem Schlaganfall.
Walter R. Schäfer, Ernst Schäfers einziger Sohn, übernahm das väterliche Geschäft 1907 nach Rudolph Koradis Tod.